# Thomas Macho
Thomas Macho (né le 2 juillet 1952 à Vienne) est un philosophe autrichien. Ses travaux s'inscrivent dans le domaine des études culturelles.

## Biographie
Après des études en philosophie et en musique à l'Université de Vienne, Thomas Macho soutient une thèse sur la « dialectique » de l'art musical. En 1992, il dirige le Département d'anthropologie à l'Institut d'écologie sociale de Vienne où il poursuit des recherches sur le thème de la mort. L'année suivante, il occupe la Chaire d'histoire culturelle du Département des arts et cultural studes de l'Université Humboldt de Berlin. Il dirige ce même département à partir de 2003. 
Il participe à une conférence interdisciplinaire sur la connaissance des animaux, organisée du 14 au 20 septembre 2015, au centre de séminaires de Gut Siggen, à Heringsdorf (Schleswig-Holstein).

## Publications
- Todesmetaphern. Zur Logik der Grenzerfahrung, Suhrkamp Verlag, Frankfurt/Main, 1987.  (ISBN 3-518-11419-0)
- avec Peter Sloterdijk, Weltrevolution der Seele. Ein Lese- und Arbeitsbuch der Gnosis von der Spätantike bis zur Gegenwart, Artemis & Winkler-Verlag, Zürich/München, 1991   (ISBN 3-7608-1090-X)
- Sartre. Ausgewählt und vorgestellt von Thomas H. Macho. Eugen Diederichs, München ; Taschenbuchausgabe dtv, München 1998, 1995.  (ISBN 3-423-30681-5)
- avec Friedrich Kittler et Sigrid Weigel, Zwischen Rauschen und Offenbarung. Zur Kultur- und Mediengeschichte der Stimme, Akademie-Verlag, Berlin, 2002.  (ISBN 3-05-003571-4)
- avec Annette Wunschel, Science & Fiction. Über Gedankenexperimente in Wissenschaft, Philosophie und Literatur, Fischer Taschenbuch Wissenschaft, Frankfurt/Main, 2004.   (ISBN 3-596-15838-9)
- Das zeremonielle Tier. Rituale - Feste - Zeiten zwischen den Zeiten, Bibliothek der Unruhe und des Bewahrens, Band 9, Styria-Pichler, Wien/Graz/Köln, 2004.  (ISBN 3-222-13161-9)
- avec Stiftung Neuhardenberg, Arme Schweine, Eine Kulturgeschichte. Nicolai-Verlag, Berlin, 2006.  (ISBN 3-89479343-0)
- avec Kristin Marek, Die neue Sichtbarkeit des Todes, Fink-Verlag, München, 2007.  (ISBN 978-3770544141)
- avec Karin Harrasser und Burkhardt Wolf, Folter, Politik und Technik des Schmerzes, Fink-Verlag, München, 2007.  (ISBN 978-3-7705-4415-8)

## Prix et récompenses
- 2002 : Médaille Martin Warnke